# Isola Franklin (Groenlandia)
L'isola Franklin (danese: Franklin Ø) è una delle tre isole del canale Kennedy dello stretto di Nares a ovest della Groenlandia nel comune di Avannaata (le altre sono l'isola Crozier e l'isola Hans, disputata con il Canada).
La maggiore delle tre isole, si trova a circa tre miglia a nord del Capo Constitution (danese: Kap Constitution). Di colore prevalentemente marrone chiaro, con coste molto scoscese e una superficie piatta, l'isola si innalza fino a 215 m s.l.m. sul versante sudorientale.
L'isola deve il suo nome all'esploratore britannico John Franklin (1786-1847).